# Перье, Дениз
Дениз Перье (фр. Denise Perrier; родилась в 1935 году) — французская модель и актриса.
Перье стала третьей победительницей конкурса «Мисс Мира» в 1953 году, на котором представляла Францию, не обладая при этом национальным титулом. Корону Мисс Франции в том году завоевала Сильвиан Карпантье, затем в сентябре став второй вице-мисс на конкурсе «Мисс Европа 1953». Также в этом году на конкурсе «Мисс Вселенная» победила ещё одна представительница Франции — Кристиан Мартель.
Перье имела небольшой опыт работы в кино. Она появилась в 1971 году в саге о Джеймсе Бонде «Бриллианты навсегда». В сцене перед титрами Джеймс Бонд начинает душить девушку её же купальником, требуя назвать местонахождение Блофельда.
После окончания модельной карьеры Перье стала активно заниматься политикой в родном городе. Она была одной из судей на конкурсе «Мисс Мира 2005».